# Stephen Sanchez
Stephen Sanchez é cantor e compositor americano basado em Nashville, Tennessee. Ele estreou a sua carreira musical em 2020 com a canção "Lady By The Sea". Ele chegou a fama com a canção "Until I Found You", que chegou ao numero oito em Billboard Hot 100. Lançou o seu primeiro álbum de estudio Angel Face em 2023, seguido por um versão deluxe em 2024. 

## Carreira
Em 2020, Sanchez postou um video curto da sua canção "Lady By The Sea" em TikTok. Outro cantor-compositor Jeremy Rucker prodoziu a canção oficial, que foi lançado em julho dessa ano. Ele assinou logo com Republic Records. Em setembro de 2021, lançou a canção "Until I Found You" em que reference a sua namorada no momento, Georgia. A canção chegou ao numero oito em Billboard Hot 100. A canção ganhou popularidade por ter um som semelhante a música americana das décadas 50 e 60.
Ele lançou o seu primeiro extended-play, What Was, Not Now, em outubro de 2021 seguido por o seu segundo, Easy On My Eyes, em agosto de 2022.
Em setembro de 2023, Sanchez estreu o seu primeiro álbum de estudio, Angel Face, que contém as faixas de Sanchez anteriormente lançadas; "Evangeline", "Be More", e "Only Girl". O albúm e um albúm conceitual que segue a historia do Troubadour Sanchez, que apaixiona com uma mulher chamada Evangeline, que é a namorada dum mafioso chamado Hunter, e á historia termina quando o troubadour é matado por Hunter. Em abril de 2024, uma versão deluxe do albúm foi lançada que contene  seis trilhas novas. 
Sanchez foi em suas próprias três turnês. Os últimos dois foram para promoçar Angel Face e a sua versão deluxe. Em maio de 2024, a documentária The Beach Boys foi lançada em Disney+, em que Sanchez canta a canção original "Baby Blue Bathing Suit". Sanchez também canta na albúm conceitual "The Warriors" por ator e compositor americano Lin-Manuel Miranda.